# Escut de la Xara
L'escut de la Xara és un símbol representatiu oficial de l'EATIM de la Xara, al municipi valencià de Dénia (Marina Alta). Té el següent blasonament:
| « | Escut quadrilong de punta redona. En camper d'atzur, casa heràldica d'or maçonada i aclarida de sabre, en cap un escussó, de gules, dos lleons rampants d'or i a sobre flor de lis d'argent. | » |

## Història
L'escut va ser aprovat per Resolució de 2 de novembre de 2009, de la consellera de Justícia i Administracions Públiques, publicada al DOGV núm. 6144 de 13 de novembre de 2009.
En ell figuren una casa, que representa l'origen del poble, i un escussó amb les armes dels Ivars, família fundadora de la població.